# Amin Nikfar
Amin Abraham Paul Nikfar (persan : امین آبراهام پل نیکفر, né le 2 janvier 1981 à San José (Californie)) est un athlète iranien, spécialiste du lancer de poids.

## Biographie
Médaillé d'or lors des Championnats asiatique en salle 2004, il termine 10e lors des Championnats d'Asie de 2005. Il participe aux Jeux olympiques de Pékin et est qualifié pour ceux de Londres. Son meilleur lancer qui est aussi le record iranien est de 20,05 m, réalisé à Toronto en 2011.

### Palmarès
| Date | Compétition                  | Lieu    | Résultat | Performance |
| ---- | ---------------------------- | ------- | -------- | ----------- |
| 2004 | Championnats d'Asie en salle | Téhéran | 1er      | 18,33 m     |
| 2009 | Jeux asiatiques en salle     | Hanoï   | 1er      | 19,66 m     |
| 2010 | Jeux asiatiques              | Canton  | 5e       | 19,08 m     |
| 2014 | Jeux asiatiques              | Incheon | 4e       | 19,02 m     |

### Records
| Épreuve         | Épreuve      | Performance | Lieu    | Date            |
| --------------- | ------------ | ----------- | ------- | --------------- |
| Lancer du poids | En plein air | 20,05 m     | Toronto | 13 juillet 2011 |
| Lancer du poids | En salle     | 19,66 m     | Hanoï   | 2 novembre 2009 |